# Rasy ve Hvězdné bráně

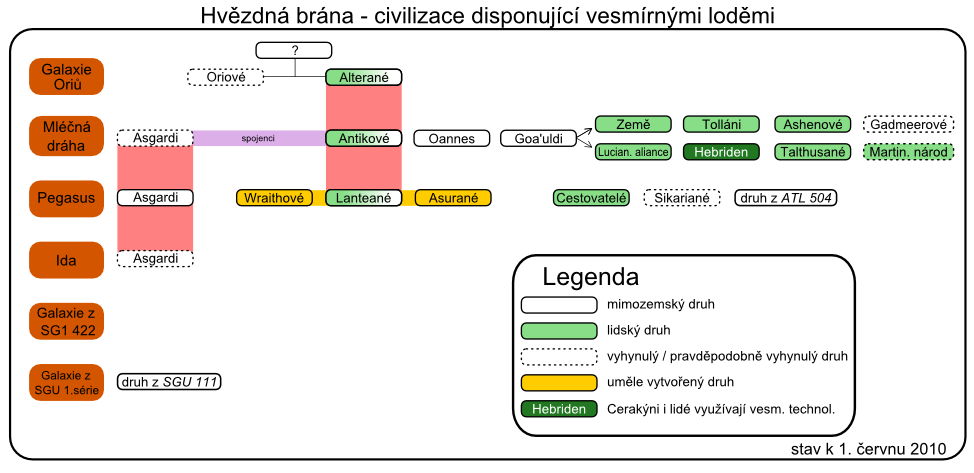
Civilizace disponující vesmírnými loděmi.

Toto je seznam ras objevujících se v americko-kanadských sci-fi seriálech Hvězdná brána, Hvězdná brána: Atlantida a Stargate Universe.

## Lidé
Většina planet, které se vyskytují v seriálech Hvězdná brána (seriál) a Hvězdná brána: Atlantida je osídlena lidmi. V Mléčné dráze lidský druh vznikl díky zásahu Antiků do evoluce Země, poté část lidstva ze Země (goa'uldsky Tau'ri) rozšířili Goa'uldi anebo Asgardi do většiny naší Galaxie. V galaxii Pegas to byli sami Antikové. V galaxii Ori povznesení Oriové obdobně vytvořili nový lidský život ("druhou evoluci"). Mezi lidské civilizace mimo Zemi patří například velmi vyspělá (avšak již zřejmě zničená) civilizace Tollánů.

### Lidé ze Země
Lidé ze Země jsou také goa'uldsky nazývaní Tau'ri. Když se v patnácté epizodě druhé řady Pátá rasa (v anglickém originále The Fifth Race) poprvé setkají s Asgardy (prostřednictvím plukovníka O'Neilla), asgard prohlásí, že lidský druh má velký potenciál a že učinila první krok k tomu, aby se stala Pátou rasou Aliance čtyř velkých ras. Ve dvacáté epizodě desáté řady Bez konce (v anglickém originále Unending) jsou pak lidé ze Země Thórem Pátou rasou skutečně prohlášeni na znamení toho, že již dosáhli vyspělosti srovnatelné s dalšími členy Aliance čtyř velkých ras: Antiky, Asgardy, Noxy a Furlingy. Tau'ri je ve válce se třemi jinými velmocemi: Asurany, Wraithy a Lucianskou aliancí.

### Tolláni
Tolláni jsou lidé s civilizací vyspělejší než pozemskou, jsou to pacifisté, jejich technologie zakládající se na triniu mají výhradně obranný charakter. Přesto je nechtějí s nikým sdílet a pohrdají "primitivnějšími" civilizacemi (včetně Tau'ri). Pochází z planety Tollán, po jejím zničení přesídlili na planetu Tollána. Poprvé se objevili v 17. epizodě první řady Záhada, dále v 15. epizodě třetí řady Záminka, 18. epizodě třetí řady seriálu Odstíny šedi a naposledy v 9. epizodě páté řady Mezi dvěma ohni, kdy byli pravděpodobně zničeni Goa'uldem Tanithem poté, co Anubis vyvinul štíty odolné proti Tollánským iontovým kanónům. O jejich technologické vyspělosti svědčí například to, že si sami dokázali sestrojit hvězdnou bránu na planetě Tollána, kde původně brána nebyla.

## Aliance čtyř velkých ras
Aliance čtyř velkých ras je zaniklá aliance vyspělých ras, která existovala po tisíciletí před vzestupem goa'uldů. V desáté epizodě první řady Tantalova muka (v anglickém originále The Torment of Tantalus) objeví SG-1 místo setkávání této aliance na planetě Heliopolis. Najdou tam místnost, na jejíž zdech jsou zapsány jazyky všech čtyř ras a objeví rovněž hologram, který zobrazoval pomocí 146 alianci známých chemických prvků, jež sloužily jako univerzální jazyk aliance a její základní symboly.
Ve dvacáté epizodě desáté řady Bez konce (v anglickém originále Unending) prohlásí Thór, že lidé ze Země mají potenciál stát se pátou rasou. 

### Antikové
Antikové byli jednou z nejvyspělejších ras ve vesmíru. Díky informacím z antické pokladnice v Anglii SG-1 zjistila, že ještě před odchodem z galaxie Mléčné dráhy se Antikové nazývali Alterané. Rovněž zjistili, že čaroděj Merlin byl ve skutečnosti Antik, který pomohl králi Artušovi v povznesení, a že legendární meč Excalibur je antický vynález, který zjišťuje čistotu srdce člověka, který se jej pokusí vytáhnout z kamene, aby rozhodl, zda si dotyčný zaslouží znát tajemství Antiků.
Byli hlavním členem aliance čtyř velkých ras a vytvořili celý systém hvězdných bran. Vlastnili technologie, které předčily všechny ostatní technologie ve fiktivním světě Stargate. Zápasili s Orii o pojetí vesmíru. Stejně tak jako mnoho dalších ras ve Hvězdné bráně, mají i Antikové svou paralelu v pozemské civilizaci – před odchodem do galaxie Pegasus jsou spojováni s Římany. Římané vybudovali síť silnic a cest, které spojovaly jejich impérium s ostatním známým světem, Antikové zas síť hvězdných bran v mnoha galaxiích, které spojují jednotlivé světy a civilizace. Po příchodu z galaxie Pegasus jsou pro změnu spojováni s legendou o rytířích kulatého stolu a králem Artušem, hlavně s postavami Merlina a Morgany Le Fay.
Po vytvoření systému bran v galaxii Mléčné dráze byla většina Antiků vyhlazena morem. Zbylá část pak před několika miliony let odletěla ve vesmírných létajících městech typu Atlantis do galaxie Pegasus. Tam vybudovali nové civilizace se složitou sítí planet propojených hvězdnými branami. Z galaxie Pegasus byli nakonec vyhnáni Wraithy, kteří byli výsledkem genetického zkřížení původního hmyzu – Eratuského brouka – a lidí.
Mezi jejich mnohé přínosy patří sestrojení vyspělých lodí, létajících měst a celé sítě hvězdných bran. Ačkoliv jejich technologie byla vůči wraithské kvalitativně značně ve výhodě, byla nakonec k ničemu kvůli wraithské početní převaze. Poté, co Wraithové po mnoho let obléhali Atlantis, byli Antikové nuceni odejít a město potopili pod hladinu moře. Odebrali se zpět na Zemi, kde dožili své životy. Některé ze svých genů předali vybraným lidem, jejichž potomci vlastní tzv. antický gen (anglicky Ancient Technology Activation gene) neboli ATA gen, který jim umožňuje ovládat antické technologie, což lidé bez genu nedokáží. Kromě několika Antiků, kteří dožili na Zemi jako smrtelníci, se všichni povznesli.

### Asgardové
Asgardové jsou fyzicky identičtí s mimozemšťany z Roswellu. Jsou shovívavým, vysoce vyvinutým druhem z galaxie Ida, zakládá se na nich severská mytologie. V minulosti při mnoha příležitostech navštěvovali Zemi. Byli významným členem Aliance čtyř velkých ras. V některých preindustriálních civilizacích i nadále vystupují jako bozi, aby tak pomohli jejich technologickému vývoji. Zároveň jim vytváří zkoušky, při nichž zjišťují jejich pokrok, aby se jim nakonec mohli zjevit tak, jak opravdu vypadají, a sdělit jim pravdu. Jejich lodě jsou schopny mezigalaktických letů a k obsluze každé lodi stačí jediný Asgard na palubě. Asgardové vlastní vyspělé transportní technologie a holografické projekce. Přestože Asgardové kdysi vlastnili velkou flotilu vesmírných lodí, jejich počet se kvůli bitvě s replikátory velmi snížil. Nejsou vyloženě militaristický druh a dokonce společně s nepřáteli goa'uldy vytvořili Úmluvu o chráněných planetách, které Asgardové chrání a na které goa'uldi nemají beztrestně přístup. Navzdory jejich vcelku mírumilovné povaze vlastní velice vyspělé zbraňové technologie. Podobně jako Antikové bojují pouze, je-li to nezbytné.
Vrchní velitel Asgardů Thór vyjádřil lítost, že Asgardové dovolili Goa'uldům zotročit takřka celou galaxii. Pokud by nebyli ve své domovské galaxii Ida ohrožováni replikátory, zabránili by vzestupu Goa'uldů, kteří by se tak nestali vážnou hrozbou. 
Asgardové již nejsou schopni pohlavního rozmnožování, a aby přežili, musí využívat klonovací technologii. Jejich technologie umožňuje přemístit do vytvořených těl asgardské vědomí, ale kvůli opakovanému klonování dochází k degeneraci. A proto ke konci seriálu Hvězdná brána všichni Asgardové spáchají hromadnou sebevraždu na planetě Orilla a všechnu svou technologii darují lidem ze Země.

### Furlingové
Furlingové byli v patnácté epizodě druhé řady Pátá rasa (v anglickém originále The Fifth Race) zmíněni jako jeden z členů Aliance čtyř velkých ras, ale mimo to se v seriálu neobjevují. Není ani řečeno, zda jde o druh živý nebo již vymřelý. V patnácté epizodě šesté řady Ztracený ráj (v anglickém originále Paradise Lost) dovede Harry Maybourne SG-1 k furlingskému teleportačnímu zařízení, kterým se dostane s Jackem O'Neillem na utopickou kolonii. Tam ale zjistí, že její obyvatelé z důvodu pojídání jakési místní rostliny již dávno vymřeli. V šesté epizodě desáté řady si Jack O'Neill představuje Furlingy jako chlupaté asi metr vysoké medvídky podobné koalům, jeho představa je ale pouze asociací názvu (anglicky fur znamená kožešina), skutečný vzhled Furlingů zůstává neznámý. V úvodu šesté epizody desáté řady je ukázka, jak SG-1 přichází na planetu Furlingů, kde se s nimi osobně setkává. V prostřihu je znázorněn přílet Goa'uldů nad planetu Furlingů a následný výbuch planety. Vypadá to, že SG-1 se stihla teleportovat pryč, zatímco Furlingové zůstali na planetě a pravděpodobně vymřeli.

### Noxové
Noxové jsou mimozemský druh podobný lidem, které SG-1 potkala na P3X-774 v sedmé epizodě první řady Noxové (v anglickém originále The Nox). S lidstvem nechtějí spolupracovat, jelikož jej považují za „mladé,“ které se „má hodně co učit.“ Noxové se dožívají několika set let, jsou velmi moudří a mají velké porozumění. Jsou zarytí pacifisté a z žádného důvodu nepoužívají násilí, dokonce ani pro vlastní obranu. Díky schopnostem učinit sebe a další objekty neviditelné a nehmotné a oživovat mrtvé nemuseli nikdy bojovat. Přestože se navenek jeví jako primitivní lidé z lesů, vlastní vyspělé technologie, které dalece předčí ty goa'uldské, včetně létajících měst. Noxové se dále objevili v šestnácté epizodě první řady Záhada (v anglickém originále Enigma) a v patnácté epizodě třetí řady Záminka (v anglickém originále Pretense).

## Rasy v Mléčné dráze

### Goa'uldové
Goa'uldové byli dominantní rasou v Mléčné dráze a v 1.−8. řadě seriálu Hvězdná brána nepřátelé Země. Jsou to parazité podobní hadům s ploutvemi, kteří se člověku obtočí kolem páteře. Poté goa'uldí symbiont převezme kontrolu nad hostitelovým tělem a myslí a nahradí i imunitní systém, zajišťuje zdraví a dlouhověkost. Před tisíci lety Goa'uldi ovládli Zemi a vydávali se za bohy starověkých kultur. Po galaxii rozmístili lidi, aby jim sloužili jako otroci a hostitelé. Vytvořili Jaffy, aby jim sloužili jako inkubátory pro jejich larvy. Nejmocnější Goa'uldi jsou známí jako Vládci soustavy.

### Jaffové
Jaffové jsou Goa'uldy geneticky upravení lidé. V břišní dutině mají vak, který slouží jako inkubátor pro goa'uldího symbionta. Goa'uldí mládě poskytuje Jaffovi sílu, dlouhověkost, dobré zdraví, nahrazuje přirozený imunitní systém a činí jej tak závislého na Goa'uldech, kteří mu zajišťují symbionty. Jaffové jsou bojovníci a tvoří armády Goa'uldů. V 8. řadě seriálu Hvězdná brána Hnutí jaffského odporu vybojuje svobodu nad Goa'uldím útlakem a vytvoří Svobodný jaffský národ.

### Kull bojovníci
Kull bojovníci byli stvořeni Goa'uldem Anubisem, aby nahradili Jaffy v jeho armádě. Jsou tvořeni geneticky upravenou humanoidní formou oživenou antickou léčící technologií (podle kterého Anubis vyvinul „sarkofág“) a implantovaným mentálně prázdným goa'uldím symbiontem, který jim poskytuje léčebné schopnosti a Kull bojovníka činí podřízeným svému pánu. Kull bojovník je propojen se štítem a výzbrojí, která je odolná proti všem palným a energetickým zbraním a dokonce i vůči výbušninám. Velitelství Hvězdné brány však nakonec ve spolupráci s Tok'ry vyvinou zbraň, která je schopna Kull bojovníky eliminovat.

### Tok'rové
Tok'ra (z goa'uldštiny, v překladu znamená proti Raovi, vrchnímu vládci soustavy) je frakce goa'uldích symbiontů, která se však od Goa'uldů kulturně i vojensky liší. Zakladatelkou rodu Tok'rů byla královna Egeria. Tok'rové žijí ve skutečné symbióze se svými hostiteli, kdy obě bytosti sdílí tělo rovnocenně a kdy z této symbiózy obě bytosti profitují. Tok'rové proti Goa'uldům bojují po tisíce let a jejich taktika je spíše partyzánský boj, kdy se snaží jednoho vládce soustavy poštvat proti jinému. Od druhé řady seriálu Hvězdná brána jsou Tok'rové významní spojenci Země. 

### Unasové
Unasové (v překladu znamená první) byli původními hostiteli používanými Goa'uldy na jejich domovské planetě P3X-888. Poprvé se objevili v deváté epizodě první řady Thórovo kladivo (v anglickém originále Thor's Hammer). Unasové mají velkou fyzickou sílu a jak Goa'uldy, tak lidmi byli na různých planetách využíváni na těžkou fyzickou práci. Jejich síla je ještě větší, když jsou goa'uldími hostiteli a symbiont je schopný léčit Unasova vážná zranění. 
Unasové mají kmenovou společnost a žijí v úzce spjaté komunitě, která má vlastní teritoria. Každý kmen je veden dominantním samcem. Mají omezené nástroje, zhruba odpovídající době kamenné, ale jsou kulturně více sofistikovaní, než je na první pohled patrné. Mají pevně dané zásady chování a čest. Jeden z nejcennějších majetků Unasů je náhrdelník tvořený z kostí, který zabraňuje goa'uldským symbiontům vniknout do jejich krku. Unasové mají vlastní jazyk, který se mezi jednotlivými planetami liší, ale dialekty jsou natolik blízké, že si vzájemně rozumějí. Danielu Jacksonovi se v osmé epizodě čtvrté řady První hostitelé (v anglickém originále The First Ones) podařilo rozluštit jazyk Unasů a spřátelit se s mladým Unasem jménem Chaka.

### Méně důležité rasy a národy
- Ascheni – Pokročilá lidská rasa, která je v technologickém vývoji alespoň sto let před pozemšťany. Jsou velmi inteligentní a vnímaví, ale nemají smysl pro humor. Ascheni založili Aschenskou konfederaci, alianci ras, které Ascheni ovládli nebo které se právě snaží podrobit. Ascheni využívají genetickou zbraň, která postupně snižuje schopnost reprodukce u cílového druhu. Poté, co se počet obyvatel cílové rasy dostatečně sníží, Ascheni terraformují planetu druhu, aby byla vhodná pro zemědělství, kterým získávají obživu pro Achenskou populaci. Země se těsně vyhnula alianci s Ascheny poté, co Dr. Daniel Jackson přeložil titulek z novin, pohřbených pod zemí na planetě Volianů: "Aschenská vakcína způsobuje sterilitu".
- Bedrosiané – jedna z ras obývajících planetu P2X-416. Bedrosiané žijí podle knihy Nefertum, kterou jim údajně zanechal jeden z Goa'uldů, který planetu opustil. Věří, že byli stvořeni na své planetě a odmítají jakékoliv jiné teorie o svém původu a toto přesvědčení upevňují především svojí silnou armádou. Bedrosiané jsou technologicky pokročilí, vlastní létající plavidla a energetické zbraně. Pro názorové rozpory vedou válku s další rasou obývající jejich planetu, Optriky.
- Byrsové – Primitivní předprůmyslová rasa lidí žijící na planetě Kartágo, která je sužována častými útoky Goa'uldů, kteří hledají nové hostitele. Byrsské soudnictví řídí Cor-Ai, proces, v němž ten, kdo byl zraněn nebo mu bylo ukřivděno, určuje spravedlivý trest pro hříšníka.
- Serakýni – Mimozemská rasa, která se integrovala s jinou lidskou rasou, když ji osvobodila od Goa'uldského útlaku na planetě Hebridan. Obě integrované civilizace jsou označovány jako Hebriďané.
- Cimmeřané – Rasa obývající planetu Cimmerii, která spadá do Smlouvy o chráněných planetách mezi Asgardy a Vládci soustavy. Je to primitivní předindustriální společnost, která věří, že Thór je jejich ochráncem.
- "Duchové"
- Enkarané
- Euronďané
- Gadmeerové
- Nasyané
- Oannesané
- Optrikové – jedna z ras obývajících planetu P2X-416. Optrikové žijí na jiném kontinentu než Bedrosiané. Jejich názory jsou úplně opačné než názory jejich nepřátel. Optrikové věří, že byli přeneseni na svou planetu z dalekého místa prostřednictvím hvězdné brány. Pro tyto názorové rozpory vedou s Bedrosiany válku.
- Orbánci – Naučili Tau´ri jak vytvořit a využít naquadahový generátor.
- Oraňané
- Reetou
- mimozemšťané z epizody Nouzová situace
- Reoulové
- Rasa Arise Bocha
- Shavadaiové
- Vyané

## Rasy a národy v Pegasu

### Asurané
Asurané jsou velmi vyspělým druhem (vyspělejší než Antikové) založenou na antických technologiích. Jsou výsledkem antického experimentu s nanity. Antikové je chtěli použít jako zbraň proti Wraithům, později ale od projektu upustili a všechny nanity umístili na planetu Asur, kde si Asurané vytvořili vlastní civilizaci, kopírující tu antickou. Antikové se nakonec pokusili Asurany zničit, což se jim však nepodařilo. Po odchodu Antiků Asurané podle antických programů zaútočili na Wraithy, ti však vytvořili počítačový virus, kterým tyto programy deaktivovali. Nakonec byli zcela poraženi spojenými silami Tau'ri a Wraithů, když byla zničena jejich domovská planeta.

### Wraithové
Wraithové se vyvinuli z parazitního Iratuského brouka, který se živil podobným způsobem jako klíště. Ten postupně do svého genetického kódu přidával části Alteranské DNA a některé jejich schopnosti, například telepatii, až se vyvinul v humanoidně vypadající formu života.
Wraithové žijí v rojích, v jejichž čele je královna. Svoji životní sílu vysávají z lidí. Mnoho světů si zotročili „sklizněmi“ v pravidelných cyklech. Po každé sklizni se kromě hlídače a několika strážců celá posádka uloží k hibernaci, aby se lidé znovu rozmnožili. hibernace může trvat i staletí. Mají také velkou schopnost regenerace, dokonce takovou, že neumírají stářím jako lidé.
Wraithové porazili Antiky jen díky převaze. Antikové si mysleli, že jejich válečné lodě jsou nezničitelné, a tak posílali lodě třídy Aurora stále hlouběji do Wraithského teritoria. Tam Wraithové zajali tři lodě, z nichž jedna byla napájená ZPM (Zero Point Module) s jehož energií byli Wraithové schopni vytvořit velkou armádu.
Antikové již neochraňovali mnoho světů, někde zanechali zařízení chránící planety, ale museli se sami bránit. Přestože byli vyspělejší, Wraithové je porazili počtem. Antikům zůstala jen Atlantis, jejíž vyspělá obrana ji chránila před útoky, avšak nemohla Antikům pomoci zvrátit vývoj války, a proto Antikové rozhodli o jejím potopení. Sami pak odešli na Zemi, kde se povznesli, či odešli do různých koutů Mléčné dráhy.
Při příchodu expedice Atlantis se probudili z hibernace příliš brzy. Wraithů bylo příliš mnoho a sklízeli jen omezené množství světů, kvůli čemuž se nakonec začali zabíjet navzájem.
Wraithové se na okamžik spojili s lidmi a cestovateli proti Asuranům, kteří disponovali veškerou Antickou technologií. Jejich planeta byla nakonec zničena a oni poraženi, avšak aliance vítězů se záhy rozpadla.
Wraith Michael se pomocí huffského retroviru neúspěšně pokusil vyhubit Wraithy i lidi a stvořit vlastní nový vládnoucí druh (napůl člověk a napůl wraith).

### Athosiané
Athosiané jsou prostí lidé (rolníci a obchodníci), kteří pocházejí z planety Athos, na které byli napadeni Wraithy, a proto je lidé z expedice Atlantis zachránili a odvedli s sebou na Atlantidu, kde jim nabídli žít na pevnině planety. Jedna z Athosianů, Teyla, se rozhodne vstoupit do týmu majora Shepparda. Později, Antikové, na které narazil Daedalus při cestě do naší galaxie bez hyperpohonu, a vrátily se na Atlantidu. Kvůli tomu museli Athosiané přesídlit na novou planetu, kterou pojmenují "Nový Athos". Z této planety jsou později uneseni Wraithem Michaelem, který z některých vytvoří lidsko-wraithské křížence. Jsou však týmem pplk. Sheppardem z Atlantidy opět zachráněni.

### Tau'ri
Vizte též Lidé ze Země na začátku tohoto článku v sekci Lidé

## Ostatní rasy

### Replikátoři
Standardní Replikátoři jsou tvořeni z bloků, které lze přirovnat k počítači, ve spojení jsou schopni různých činností. Bloky nemohou samostatně nijak škodit, jsou závislé na sobě. Jsou vzájemně propojeny a komunikují v subprostoru. Mohou se spojovat do různých forem, nejčastěji však do podoby pavouků. Jsou tvořeni z dostupných materiálů.
Replikátoři jsou velmi nepředvídatelní díky své neuvěřitelné schopnosti adaptace. Vytvořili si imunitu proti většině známých energetických zbraní, např. goa'uldským zat'nik'atelům. Lidské projektilové zbraně jsou však schopny replikátory poškodit.
Tvůrcem replikátorů byla androidka Reese. Vytvořila je jako své hračky. Lidé se jí báli a ona proto replikátorům nařídila, aby ji chránili. Nakonec se jí vymkli z rukou a zničili celou civilizaci. Ovšem několik jich odvezli Asgardi, aby je podrobili studiu. Než si uvědomili svou chybu, umožnili replikátorům přístup ke svým technologiím a oni se tak mohli rozšířit po celé jejich galaxii.
Asgardům se nakonec podařilo uvěznit replikátory pomocí zařízení na dilataci času na Halle, bývalé domovské planetě Asgardů. Replikátoři však ještě předtím objevili Reese, která byla součástí připravené pasti (v jejím neurálním systému byl zachovám stěžejní příkaz ke shromáždění, který všichni replikátoři uposlechli). Poté, co prozkoumali její stavbu, našli technologické aspekty, které byly na vyšší úrovni než jejich vlastní. Díky tomu se vyvinula nová a dokonalejší lidská forma Replikátorů.

### Oriové
Oriové jsou skupinou povznesených bytostí, které původně byly jednou civilizací s Antiky. Později se však pro názorové rozdíly rozešli. Zatímco Antikové založili svou kulturu na vědě, Oriové vytvořili náboženství označované jako Počátek, které s příslibem povznesení šířili svými převory. Z věřících v nižších sférách bytí získávají energii. Oriové zpočátku nevěděli, že naše galaxie je osídlená lidmi.
Díky objevu zařízení Dr. Jacksonem a Valou Mal Doran se Oriové dozvěděli, že Mléčná dráha je osídlena, a začali tam posílat své převory, aby obraceli tamní lidi k víře v Počátek. Vala Mal Doran se dostala do galaxie Oriů. Vala otěhotněla a přivedla na svět Adriu Orici. Adria se postavila do čela armády a snaží se obrátit na víru galaxii. Ti, kdo se víře postaví, dle jejího přesvědčení musejí být zničeni.
Dr. Jackson spolu s Antikem Merlinem vytvoří zbraň, která je schopna zničit povznesené bytosti. Tato zbraň je poslána na orijské lodi do Orijské galaxie a Orie zničí. Adria, která je poté zajata, se na palubě pozemské lodi Odyssea povznese. Tím získá veškerou energii Oriů a stane se tak nejmocnější povznesenou bytostí ve vesmíru.
Poté, co Dr. Jackson aktivuje Archu pravdy (The Ark of Truth) na Celestis, což způsobí okamžitou ztrátu převorů i věřících, je Adria oslabena natolik, aby se s ní mohla vyrovnaně utkat Morgana le Fay.

### Nakai
Název tohoto druhu nebyl v seriálu Stargate Universe zmíněn, přesto producent seriálu Joseph Mallozzi na svém blogu zveřejnil název druhu jako „Nakai“.
Jedná se o humanoidní, avšak člověku ne příliš podobný druh. Jejich struktura (možná kůže) je modrá, a jejich technologie je pokročilejší než lidská. Tento druh disponuje vesmírnými loděmi s hyperpohonem, plazmovými zbraněmi a podle jejich palubního počítače znají technologii hvězdných bran.
Tito mimozemšťané se několikrát střetli s lodí Destiny a její lidskou posádkou a snažili se loď několikrát násilím získat v nepojmenované galaxii z 1. řady seriálu Stargate Universe. Zdálo se, že loď Destiny tomto druhu unikla odletem do jiné galaxie, ale později se ukázalo, že ji několik lodí pronásledovalo dál.

### Ursini
Ursini jsou mimozemským druhem v 2. sérii SGU, kteří omylem probudili drony a ti je začali napadat a tím započala válka s drony. Jsou malí, hnědí a nosí hnědé oblečení. Mají malé zoubky a velké oči. Infiltrovali konstrukční loď Antiků, na které uvízl Plk. David Telford. V jednom díle vystoupil z FTL a zachránil Destiny tím, že vlétli do slunce. Ursini na konstrukční lodi se dozví, že jsou poslední svého druhu a podniknou sebevražedný útok, aby zachránily Destiny. To se jim nepodaří.

### Stroje
Stroje anglicky Drones jsou automatizované bojové letouny, které ničí veškerou cizí technologii. Jejich jedinou slabinou je velitelská loď, která řídí jejich činnost. Pokud je velitelská loď zničena, drony jsou nefunkční.
V SGU byla Destiny pod těžkou palbou strojů, ale posádce se podařilo zničit kontrolní loď. Než přiletěla další kontrolní loď, přišli lidé z Destiny na to, jak aktivovat a přisvojit si neaktivní stroje tak, aby bojovaly proti jiným strojům. Když se stroje začaly zabíjet mezi sebou, skočila Destiny do FTL.

### Nované
Nované jsou lidé, kteří se objevili v seriálu Stargate Universe a jsou potomky lidí z expedice na lodi Destiny, kteří náhodou cestovali skrz červí díru zpátky v čase o 2000 let. Tito lidé žili na planetě Novus rozděleni na dva národy — Tenera a Futura. Kvůli neshodám někteří lidé odešli bránou na jiné planety se svou vlastní historií.
Ale před třiceti lety se začala do soustavy Novu blížit černá díra a kvůli změně klimatu a silným zemětřesením se snažili odejít Hvězdnou bránou, avšak při jednom zemětřesení byla brána zasypána. Proto museli začít stavět mezihvězdné podsvětelné generační lodě, na kterých odletěli na jinou planetu do jiné soustavy, kam doletí asi za 200 let.